# Quatre temperaments
La teoria dels quatre temperaments, o simplement els quatre temperaments, és una teoria proto-psicològica que proposa que hi ha quatre tipus de personalitats fonamentals o dominants. Aquesta divisió del caràcter classifica les persones segons els trets de personalitat, caràcter, actitud dominant, virtut i defectes i ha sofert nombroses variants al llarg de la història.
La teoria dels quatre temperaments està basada en el concepte medieval de la teoria dels humors i és considerada pseudociència.
Les interseccions i variacions dels temperaments han sigut utilitzades per definir subtipus de persones en la psicologia de la personalitat. Donat que els temperaments no són deterministes, es pot tenir-ne un primari i un de secundari segons la situació, com va postular Nicholas Culpeper.

## El temperament sanguini
El temperament sanguin s'anomena així perquè segons la teoria dels humors és propi de persones on predomina la sang. La sang es relacionava amb l'element clàssic de l'aire, i, per tant, hereta els seus trets de ser "calent" i "humit", que es tradueix en un caràcter de passions fortes ("calentes") però volàtils. Les persones sanguínies busquen l'hedonisme i portar-se bé amb la resta, malgrat la seva inconstància. El lleó és el símbol que els representa (segons la caracterització dels éssers vivents d'Ezequiel).
Hans Eysenck el definia segons els seus eixos factorials com a caràcter que combina l'extroversió i l'escàs neuroticisme. William Marston destacava la seva capacitat de deixar-se influir pels altres i Stuart Atkins la seva adaptabilitat al canvi i l'evitació del conflicte. Per això són persones que treballen bé en equip i en educació es beneficien de l'aprenentatge cooperatiu o ensenyament entre iguals. Aprenen bé a partir dels sentits, de l'entorn. David Keirsey anomena al temperament "artesà".

### Subtipus segons la divisió Keirsey / Myers-Briggs
Els compositors (o tipus ISFP) són les persones més receptives als estímuls sensorials i a les quals més afecten les variacions de l'ambient (ja que busquen l'harmonia amb i de l'entorn). Tenen capacitat de mostrar empatia amb els altres i es guien per les seves emocions del moment més que per la lògica quan cal prendre decisions. Són els més introvertits dels sanguinis.
Els actors (ESFP) són persones capaces d'improvisar, atents a la reacció dels altres per no decebre'ls i aconseguir els seus objectius. Sovint mostren un alt sentit de l'humor i admeten fàcilment els errors propis i dels altres. El tòpic del carpe diem reflecteix la seva filosofia vital (correspon a un 4% –10% de la població, segons mostrejos estatunidencs, que poden variar fortament segons la cultura d'origen) i poden desafiar fàcilment les convencions socials si estan en un grup que els doni suport. Poden acontentar-se amb explicacions massa simplistes pel seu afany de concreció.
Els promotors (ESTP) busquen influir els altres i detecten fàcilment la jerarquia social. Són individus d'acció i que cerquen emocions, per això sovint actuen d'una manera difícil de predir.
Els destres (ISTP) són bons utilitzant eines i aprenent d'allò manual o pràctic. Tot i que són individus sociables, poden aïllar-se de manera voluntària per assolir l'expertesa professional o en una afició. Empren més la lògica que els altres tipus artesans i esperen que els altres respectin el seu tarannà com ells fan amb la resta. Eviten el conflicte en favor d'una convivència pacífica que no suposi un desgast energètic innecessari.

## El temperament colèric
El temperament colèric prové de l'element del foc, o sigui al calor i a la sequedat: passions extremes i duradores, que poden ser devastadores si van acompanyades d'agressivitat. Les persones amb un fort lideratge tenen un caràcter colèric, ja que saben gestionar les altres persones i les seves necessitats psicològiques. Sovint són éssers amb un fort idealisme.
Alfred Adler va definir les persones amb aquest temperament com tendents a una forta activitat però baixos interessos socials i les descrivia com a dominants. David Merrill accentua també la seva capacitat directiva i lligada a la productivitat. En els conflictes, segons Jay Hall, tendeixen a portar les coses al límit i intentar buscar sempre la victòria, entrant en un estat d'ànim negatiu quan perden. Taylor Hartman els associa al color vermell en els seus tests psicològics i afirma que aquest temperament és propi d'un 25% de la població. Destaca d'ells la capacitat de disciplina, el sentit pràctic i la visió anticipatòria.

### Subtipus segons la divisió Keirsey / Myers-Briggs
Els carismàtics (tipus ENFP) són els que més influeixen en els altres pel convenciment en les seves pròpies idees, donat que valoren altament la justícia. No accepten entorns conformistes que no s'adeqüin als seus ideals, ja que els provoquen angoixa. Mostren calidesa cap als altres i espontaneïtat en el tracte quotidià. Els agrada començar projectes nous i s'entusiasmen amb facilitat. Poden mostrar una tendència a la idealització dels altres.
Els sanadors (tipus INFP segons la divisió Myers-Briggs) mostren una alta empatia malgrat no sempre la demostrin, perquè tendeixen cap a la introversió. Tenen una alta necessitat d'aprovació per part dels altres i molts d'ells tenen una alta competència lingüística.
Els mestres (ENFJ) són persones optimistes, organitzades i expressives, amb un interès fort en les altres persones que de vegades els pot causar estrès. Busquen el vincle emocional i donen molta importància als valors morals.
Els consellers (INFJ) són bons en la comunicació no verbal i en diagnosticar situacions. Són sensibles a les crítiques, tot i que no acostumen a manifestar-ho, i busquen la pau social. Acostumen a tenir una personalitat complexa, que pot mostrar rols socials ben diferents.

## El temperament melancòlic
El temperament melancòlic, segons Galè, es lliga a la bilis negra i a l'element de la terra, és a dir, a allò fred i sec, que es tradueix en un caràcter amb tendència al pessimisme i les emocions sostingudes en el temps, a la introversió i la solitud. Sovint les persones melancòliques són altament perfeccionistes, fet que les pot portar a ser molt creatives i productives o bé a la paràlisi per l'excés d'autoexigència.
Kant afirmava que tenien una alta capacitat de reconèixer la bellesa i experimentar el sublim, per això aquests individus eren freqüents entre els artistes. Per rendir i no perdre's, però, necessiten un pla detallat, amb perspectives de plenitud. Kersey els assimila als guardians de la ciutat.

### Subtipus segons la divisió Keirsey / Myers-Briggs
Els proveïdors (ESFJ) són els més sociables dels melancòlics i busquen satisfer les necessitas alienes, en les quals basen sovint la seva autoestima. Per això els costa acceptar els defectes de les persones més estimades i quan els veuen, pateixen una gran decepció. La seva ètica es basa en la reciprocitat i la justícia.
Els protectors (ISFJ) són persones que valoren la seguretat pròpia i aliena. No busquen llocs de responsabilitat i poden caure en la timidesa davant desconeguts. Tenen tendència conservadora i usen les experiències passades com a guia d'actuació. Són individus sensibles i aptes per ajudar altres persones a millorar.
Els supervisors (ESTJ) valoren les institucions socials, mostren assertivitat i bona acceptació de les regles. Predminen al món dels negocis i mostren aptituds per al lideratge però poden tenir mancances en habilitats socials de posar-se en el lloc de l'altre. Usen la lògica per prendre decisions i valoren l'eficiència en els processos.
Els inspectors (ISTJ) són persones obervadores, atentes als detalls, valoren l'honestedad, el compromís i la responsabilitat i solen tenir un caràcter seriós. A la feina busquen l'excel·lència però necessiten saber el sentit de la tasca que se'ls encomana.

## El temperament flegmàtic
El temperament flegmàtic és humit i fred com l'aigua de la qual prové; és propi de persones que no s'alteren fàcilment, que mediten les seves reaccions i són constants en les seves accions, coherents amb els seus valors i amb afecte per relacions duradores. Es mouen per la racionalitat i no les emocions o l'espontaneïtat.
Ivan Pàvlov, quan va testejar els comportaments bàsics en gossos, va afirmar que era propi dels animals més febles, aquells que tendien a una resposta dèbil o passiva davant les agressions d'altres gossos. John G. Geier n'aportava una visió més positiva, lligada a la seva capacitat de donar suport als altres i Linda V. Berens destaca la seva humilitat o desig de no cridar l'atenció, de fer feina no evident però necessària en una tasca comuna.

### Subtipus segons la divisió Keirsey / Myers-Briggs
Els inventors (ENTP) són persones innovadores i pragmàtiques, amb alt sentit de l'autoeficàcia i sovint bona capacitat argumentativa. Són capaços d'entendre ràpidament una situació i es comporten de manera racional, si bé mostren l'entusiasme per allò que els provoca admiració. No esquiven el conflicte si creuen que la seva visió és més correcta que la de l'altre.
Els arquitectes (INTP) es mostren com a individus organitzats i sistemàtics, que prefereixen treballar en solitari per comprendre l'estructura del món, que pensen que respon a la lògica. No accepten per tant l'autoritat per ella mateixa, fet que els pot portar a excedir-se per supèrbia.
Els líders de camp (ENTJ) tenen capacitat de lideratge i són bons en el pensament abstracte. Són directius, i de vegades freds, en les seves relacions personals i miren més l'objectiu que els procediments per assolir-lo. No es veuen afectats per les crítiques alienes, planegen a llarg termini i busquen estratègies per aprendre dels errors.
Els estrategs (INTJ) mantenen un equilibri entre la tradició i les noves idees i són capaços de liderar equips malgrat no busquin aquestes posicions destacades. Són persones molt aptes per a aportar solucions i confien en el poder de les dades enfront de les intuïcions. Són les persones menys sociables dels racionals però amb un alt sentit de la fidelitat un cop comencen una relació personal.

## El temperament intermedi
Determinades teories psicològiques argumenten que cal tenir en compte un cinquè temperament, unit als clàssics quatre ja descrits, que seria un punt intermedi entre tots ells. Ha rebut diversos noms, com "supí" o "moderat".
William M. Marston, un dels primers psicòlegs a intentar medir els temperaments de manera científica, definia aquest cinquè temperament per oposició, propi d'aquelles persones que no destacaven en cap dels trets propis dels altres (l'enfocament lèxic o de vocabulari d'autodefinició seria després una constant en els tests de personalitat) o bé tenien una personalitat poc definida.